# Lynge (Allerød Kommune)
 For alternative betydninger, se Lynge. (Se også artikler, som begynder med Lynge)
Lynge med bydelen Uggeløse – også kaldt Lynge-Uggeløse – er en by i Nordsjælland med 4.123 indbyggere  (2024), beliggende 9 km øst for Slangerup, 11 km syd for Hillerød, 9 km vest for Farum og 6 km sydvest for kommunesædet Lillerød. Byen hører til Allerød Kommune og ligger i Region Hovedstaden.
Byen hører til Lynge Sogn mod nordøst og Uggeløse Sogn mod sydvest. Byen består af et parcelhuskvarter, der forbinder de gamle landsbyer omkring Lynge Kirke og Uggeløse Kirke.

## Faciliteter
- Lynge Skole har 590 elever i 27 klasser, fordelt på 0.-9. klassetrin, samt 77 ansatte.[2]
- Lynge Børnehus er en integreret institution (vuggestue og børnehave) med plads til 63 børn.[3]
- Lynge Idrætsanlæg fra 1971 benyttes af Lynge Uggeløse Idrætsforening, der er stiftet i 1910 og har afdelinger for badminton, E-sport, fitness, floorball, fodbold, gymnastik, handicap, håndbold, løb, petanque, skytter, tennis/padel og volleybold.[4]
- Lynge Kro har plads til selskaber fra 15 til 120 gæster samt overnatningsmuligheder til 22 gæster i 8 dobbeltværelser, 1 enkeltværelse og en stor lejlighed. Kroens historie startede i 1663, og kroen blev kongeligt privilegeret landevejskro i 1721.[5]
- Plejecenter Lyngehus har 42 boliger, 44 beboere og 57 faste ansatte.[6]
- Maglebjergskolen er en specialskole. Den har 75 børn fra 6 til 18 år og en SFO med 65 elever. Elevtallet har været stigende.[7]
- Byen har 2 supermarkeder, 2 fastfood-restauranter og bibliotek.

## Historie
I mosen Brudevælte ved gården Fuglerup 2 km nord for Lynge blev Lurerne fra Brudevælte fundet under tørvegravning i 1797. De 6 bronzelurer er Verdens største lurfund.
Lynge blev første gang omtalt i 1085 i et brev fra Knud den Hellige til Lund Domkirke.
I 1898 beskrives Lynge og Uggeløse således: "Lynge (Liunge) med Kirke, Præstegd., Skole, Andelsmejeri (Bavnedal) og Mølle...Uggeløse, ved Farum-Frederikssundsvejen, med Kirke og Skole...Desuden Lynge Kro". Det lave målebordsblad fra 1900-tallet viser desuden et vandværk i Lynge samt jernbanestation, telefoncentral og lægebolig i Uggeløse.

### Slangerupbanen
Lynge fik station på København-Slangerup Banen, der blev åbnet i 1906. Stationen lukkede, da strækningen Farum-Slangerup blev nedlagt i 1954. Den inderste strækning København L (Lygten)-Farum blev senere integreret i S-togsnettet som Hareskovbanen.
Lynge Station lå i Uggeløse, og stationsbygningen er bevaret på Stationsvej 11. I forlængelse af vejen Langkæret mod øst er et stykke af banens tracé bevaret som grussti.